# Josef von Löschner

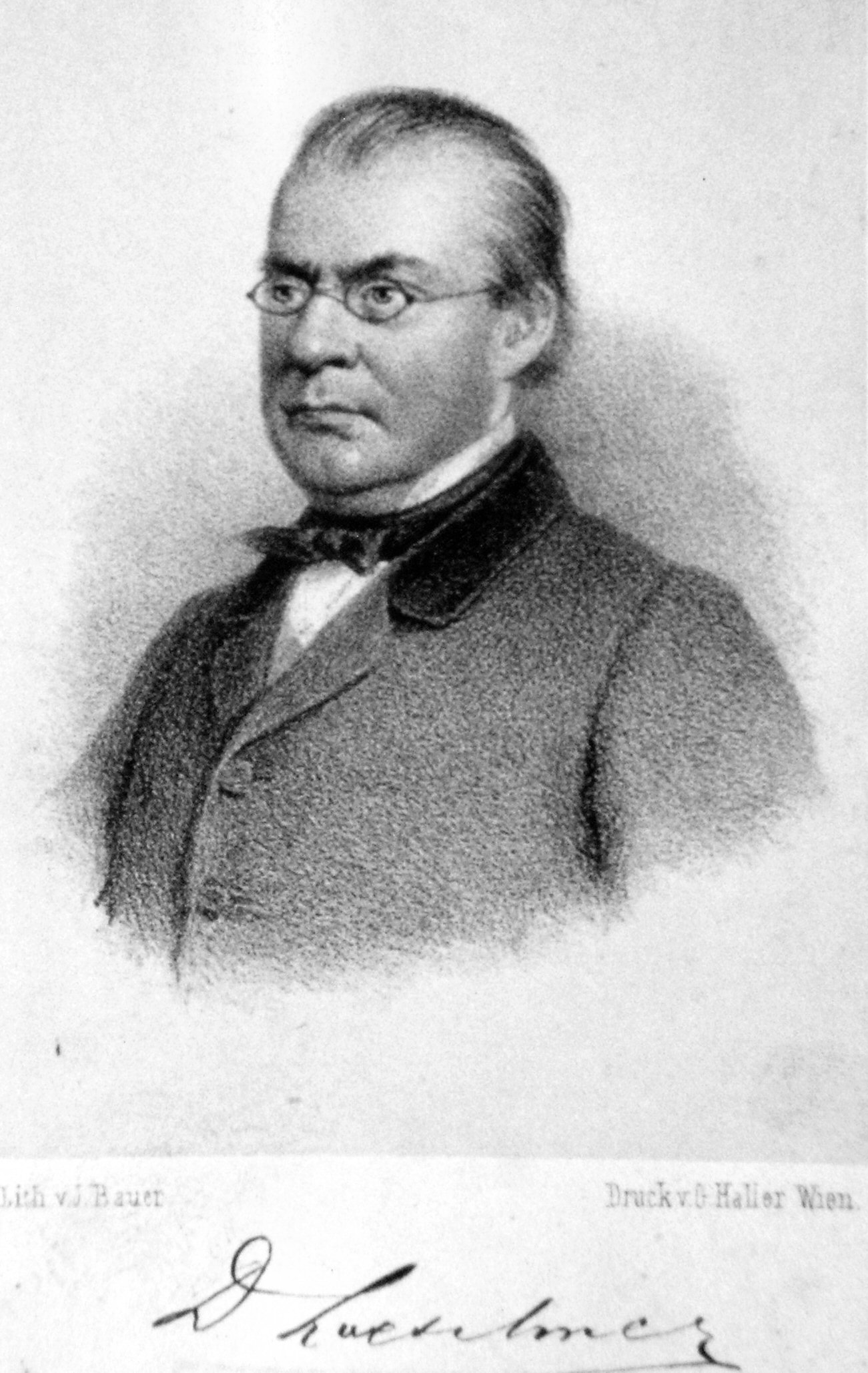
Josef von Löschner, Lithographie von Josef Anton Bauer

Josef Wilhelm Freiherr von Löschner (* 7. Mai 1809 in Kaaden als Joseph Franz Löschner; † 19. April 1888 in Welchau) war ein österreichischer Mediziner, Rektor der Prager Karlsuniversität und kaiserlicher Leibarzt.

## Leben
Löschner wurde 1809 in Kaaden als Sohn des Bürgers und Müllermeisters Franz Löschner († 1. Mai 1811 in Kaaden) und dessen Ehefrau Katharina Lenz (1784–1864) geboren. Nach dem Gymnasialbesuch in Kaaden und Komotau nahm Löschner ein Studium der Medizin in Prag auf.
Im Jahre 1834 wurde er an der medizinischen Hochschule in Prag zum Dr. med. promoviert und erhielt eine Professur an der medizinischen Fakultät der Karls-Universität, deren Rektor er von 1862 bis 1863 war. Löschner, der seit 1850 Träger des Franz-Joseph-Ordens war, wurde 1862 zum Landesmedizinalrat ernannt und 1865 als Hofrat der Leibarzt Kaiser Franz Joseph I. 1868 trat er wegen einer Augenerkrankung in den Ruhestand und erhielt vom Kaiser das Ritterkreuz des St. Stephanordens verliehen. 1870 wurde Löschner zum Freiherrn erhoben. 1888 starb er auf Schloss Welchau.
Besondere Verdienste erwarb sich Löschner als Badearzt, der die Trinkkur und das böhmische Bäderheilwesen förderte. So wird ihm unter anderem zugerechnet, maßgeblich zur Bekanntheit des Kurbades Karlsbad und des Kurortes Bilin beigetragen zu haben. Auch verlegte er im Jahre 1859 eine Publikation über den Biliner Sauerbrunnen, womit er als erster die Bäder im Kurort Bilin behandelte. Das Franz-Joseph-Kinderhospital in Prag entstand durch eine Stiftung Löschners.

## Schriften
- Der Gießhübler Sauerbrunn, 1846
- Die Versendung der Karlsbader Mineralquellen, 1847
- Das Saidschitzer Bitterwasser, 1853
- Die Wirkungen des Saidschitzer Bitterwassers, 1853
- Der Sauerbrunnen zu Bilin in Böhmen therapeutisch geschildert, 1859
- Johannisbad im böhmischen Riesengebirge, 1859
- Der Sauerbrunnen zu Bilin in Böhmen therapeutisch geschildert, 1859
- Beiträge zu Balneologie aus den Kurorten Böhmens, 1862
- Balneologische Skizze von Tetschen-Bodenbach, 1862
- Die Eisenwässer von Königswart, 1865
- Teplitz und die benachbarten Kurorte, 1867

## Ehrungen
Er ist Ehrenbürger des Kurortes Kyselka, Namensgeber der dortigen Löschner-Quelle und eine Büste beim Kurhaus Jindřichův dvůr wurde zu dessen Ehren dort errichtet. Ein zentraler Platz der Stadt Kadaň ist nach Josef von Löschner benannt.